# Saputit
Saputit è un villaggio della Groenlandia di 2 abitanti (gennaio 2005). Si trova a 60°13'N 44°47'O; appartiene al comune di Kujalleq.